# Klasztor w Ochsenhausen
Opactwo cesarskie Ochsenhausen (niem. Reichsabtei Ochsenhausen) – dawny klasztor zakonu benedyktynów znajdujący się w niemieckim mieście Ochsenhausen.

## Historia
Placówka została założona przez rodzinę von Wolfertschwendenów. W 1093 roku miała miejsce konsekracja klasztoru podległego benedyktynom z St. Blasien. W 1395 roku zakonnicy uzyskali prawo do samodzielnego wyboru opata. W 1495 Ochsenhausen zostało opactwem cesarskim, a każdy kolejny opat nosił godność hrabiego. W tym samym roku ukończono budowę późnogotyckiego kościoła. Na początku XVII wieku, staraniem opata Johannesa Langa, wmurowano kamień węgielny pod budowę nowego, czteroskrzydłowego kompleksu. Pracami zajął się m.in. rzeźbiarz Egid Verhelst starszy czy architekt Johann Michael Fischer; wg jego projektu przebudowano wschodnie skrzydło z klatką schodową. Liczba mnichów mieściła się przeważnie w przedziale między 40 a 50, zarządzali oni szkołą i 38 wsiami, a na krótko przed kasatą opactwu podlegał obszar o powierzchni 255 km2 zamieszkiwany przez 8665 mieszkańców. W 1803 roku, w trakcie wojen napoleońskich, klasztor zsekularyzowano, a w 1825 Franz Georg Karl von Metternich sprzedał go Królestwu Wirtembergii, uprzednio wywożąc z niego wyposażenie biblioteki i wszystkie kosztowności. XVII-wieczne dzwony zarekwirowano podczas II wojny światowej. Po remoncie z lat 1974–1990 kompleks został siedzibą Krajowej Akademii Młodzieży Muzycznej.

## Bazylika
Główną częścią klasztoru jest bazylika św. Jerzego, konsekrowana w 1495 roku. W XVII wieku wymieniono wyposażenie świątyni, w 1698 roku wieżę podwyższono o dwie dodatkowe kondygnacje, a w 1725 fasadę przebudowano wg projektu Christiana Wiedemanna. Stalle chórowe pochodzą z 1686 roku. W latach 20. XVIII wieku powstała dekoracja malarska autorstwa Johanna Georga Bergmüllera oraz sztukateria Gasparego Moli. Organy wykonał miejscowy budowniczy Joseph Gabler, a rokokowy ołtarz główny, z obrazem Koronacji Matki Bożej pędzla Johanna Heinricha Schönfelda – Dominikus Hermengild Herberger. Od 3 czerwca 2019 kościół nosi godność bazyliki mniejszej.

## Galeria

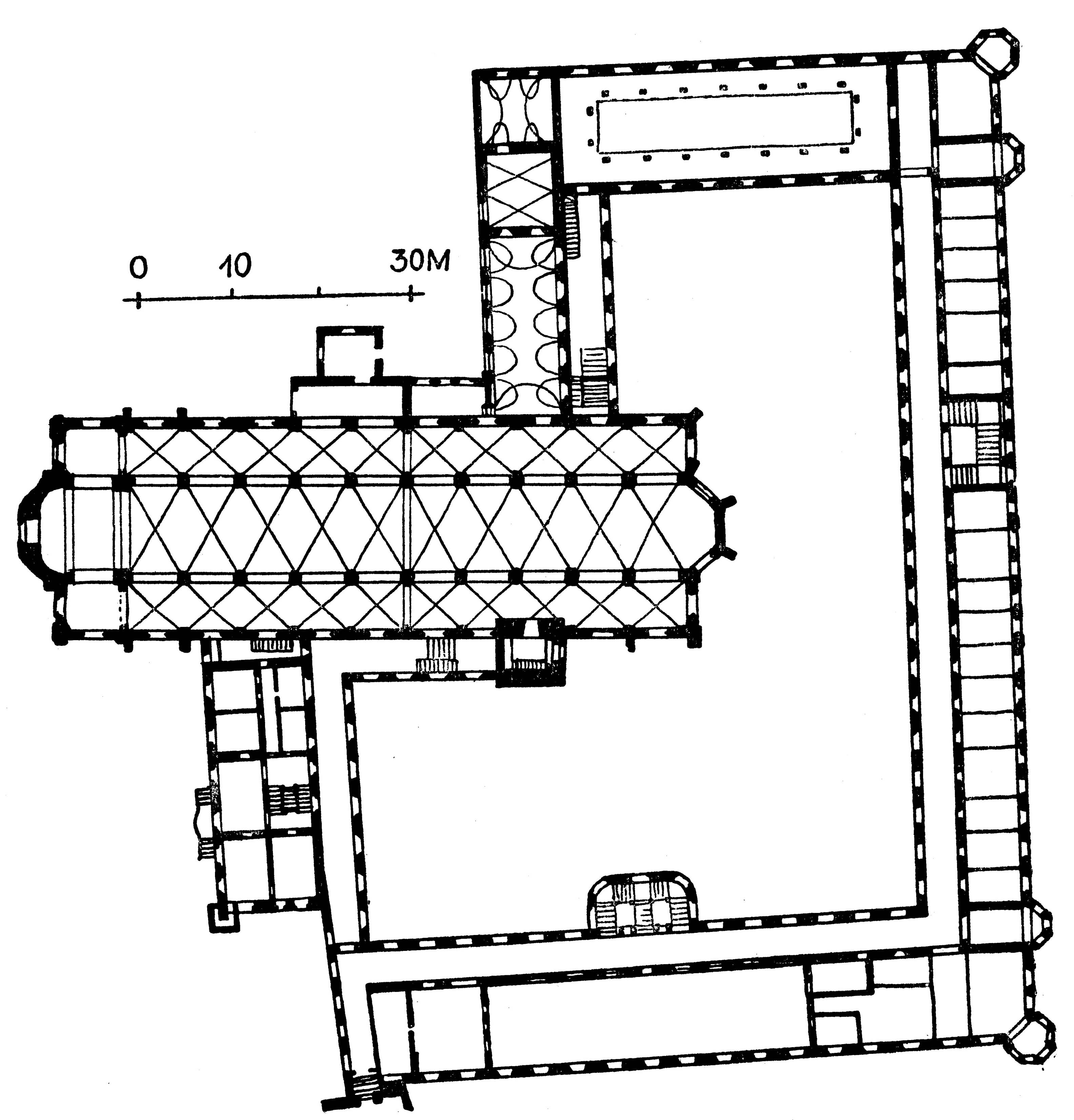
Rzut kompleksu
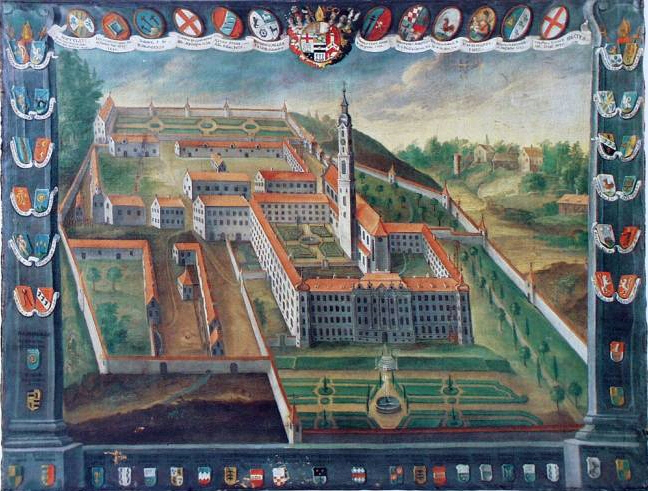
Widok opactwa w połowie XVIII wieku
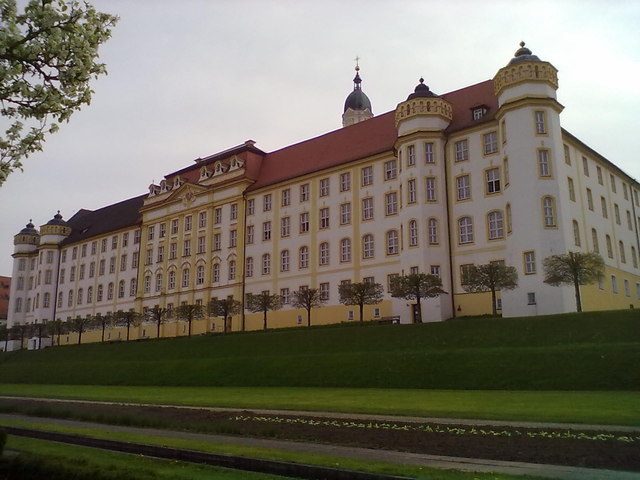
Widok z północnego wschodu
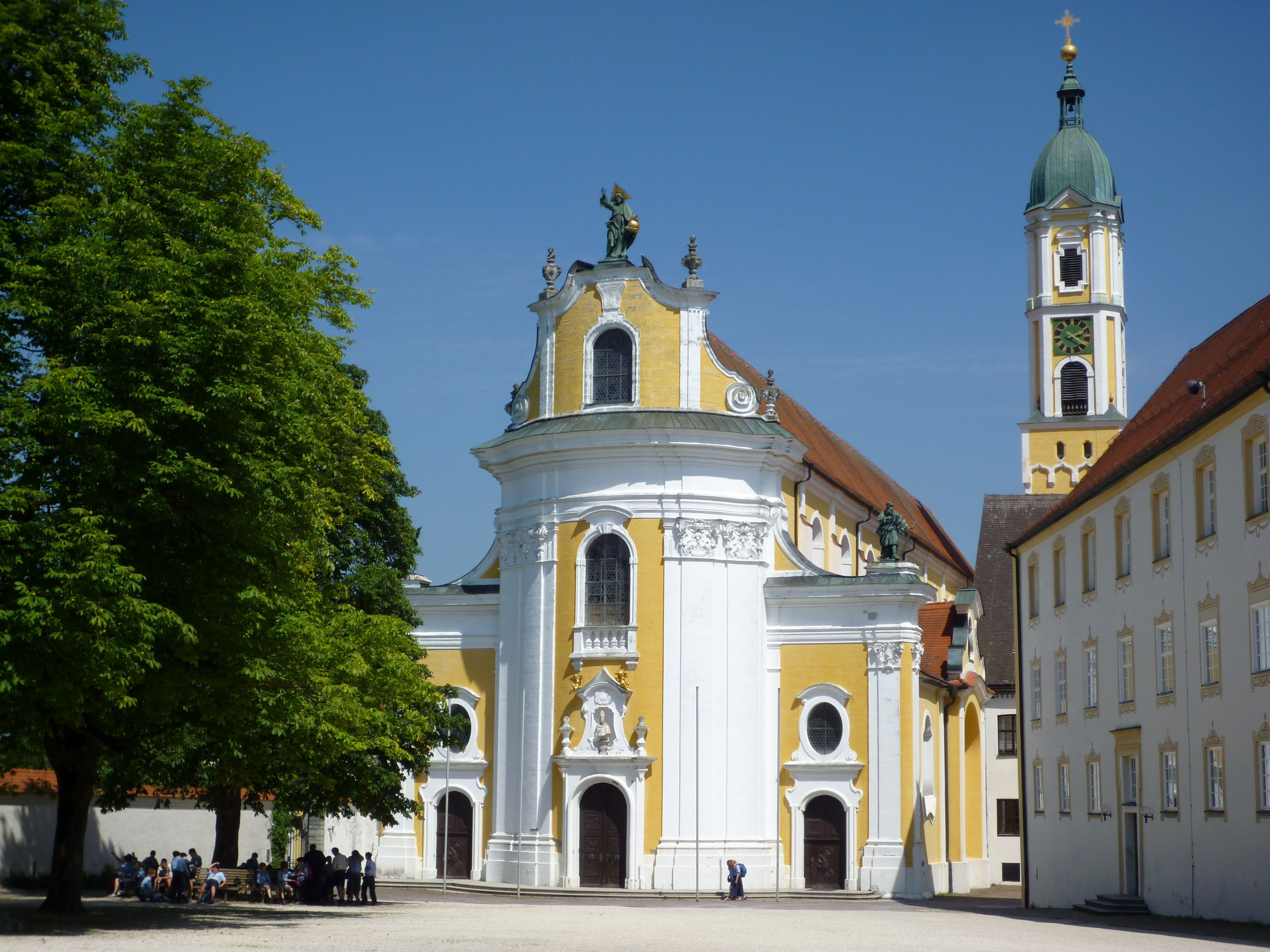
Fasada kościoła
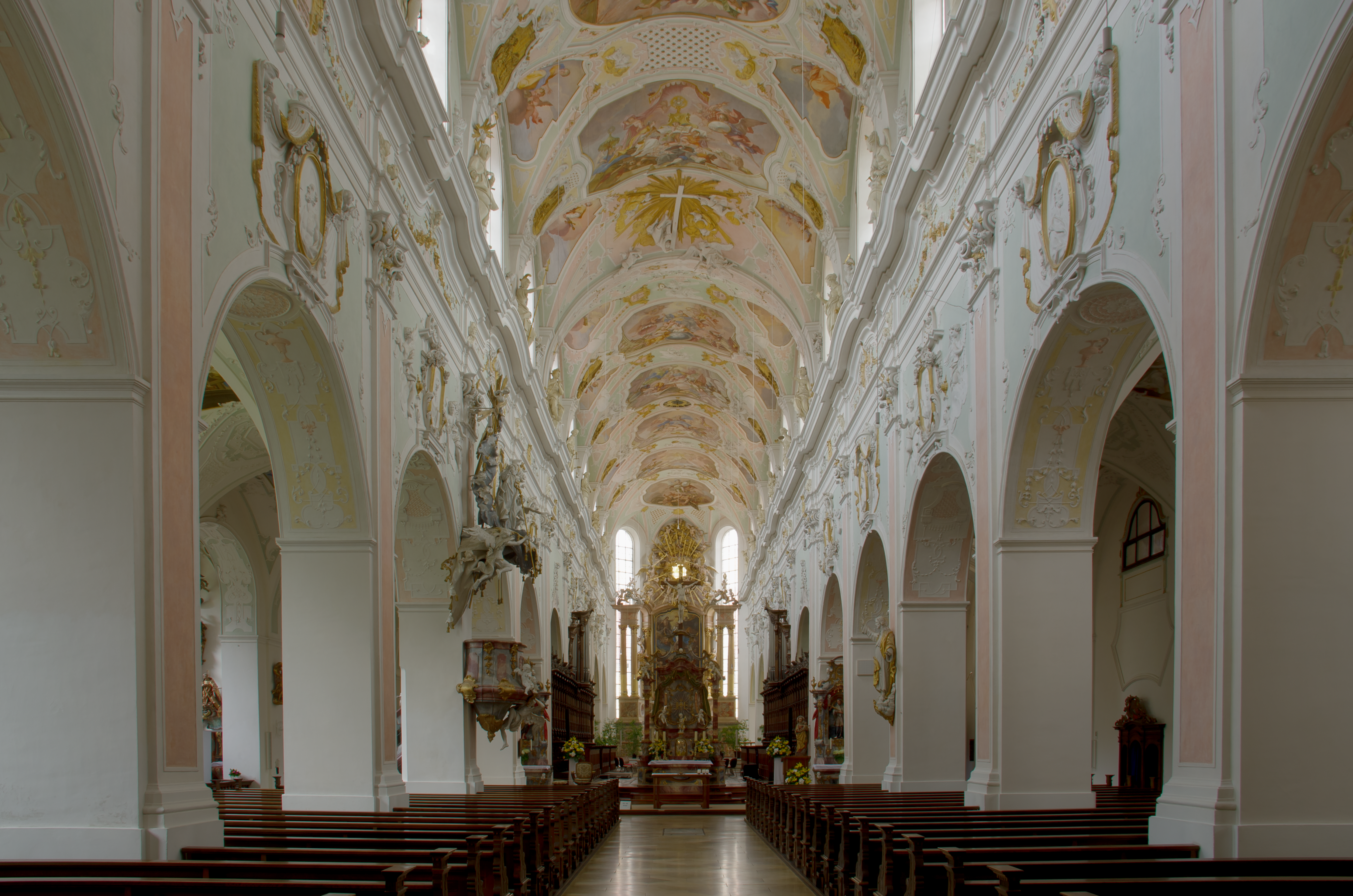
Wnętrze
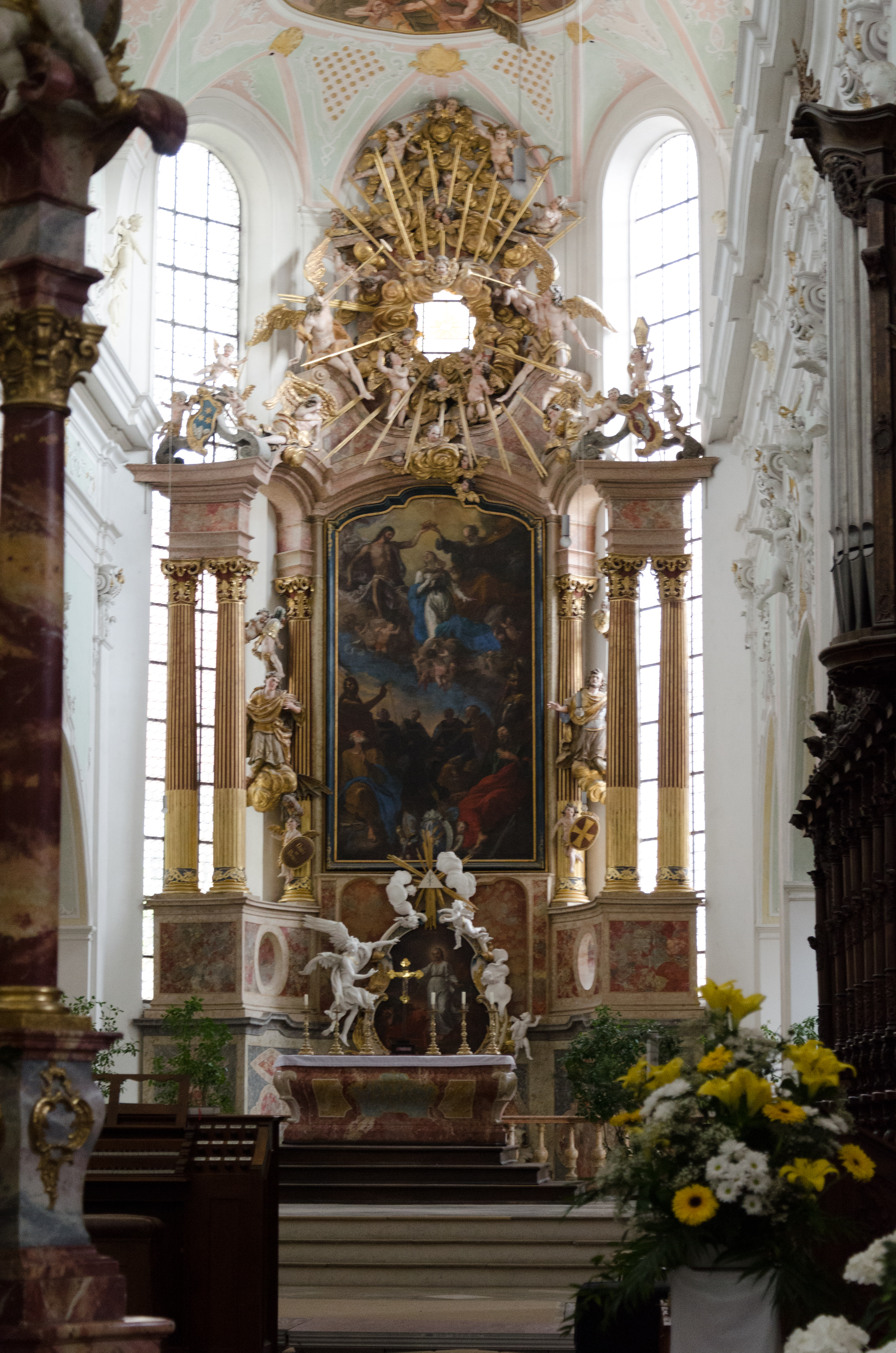
Ołtarz główny
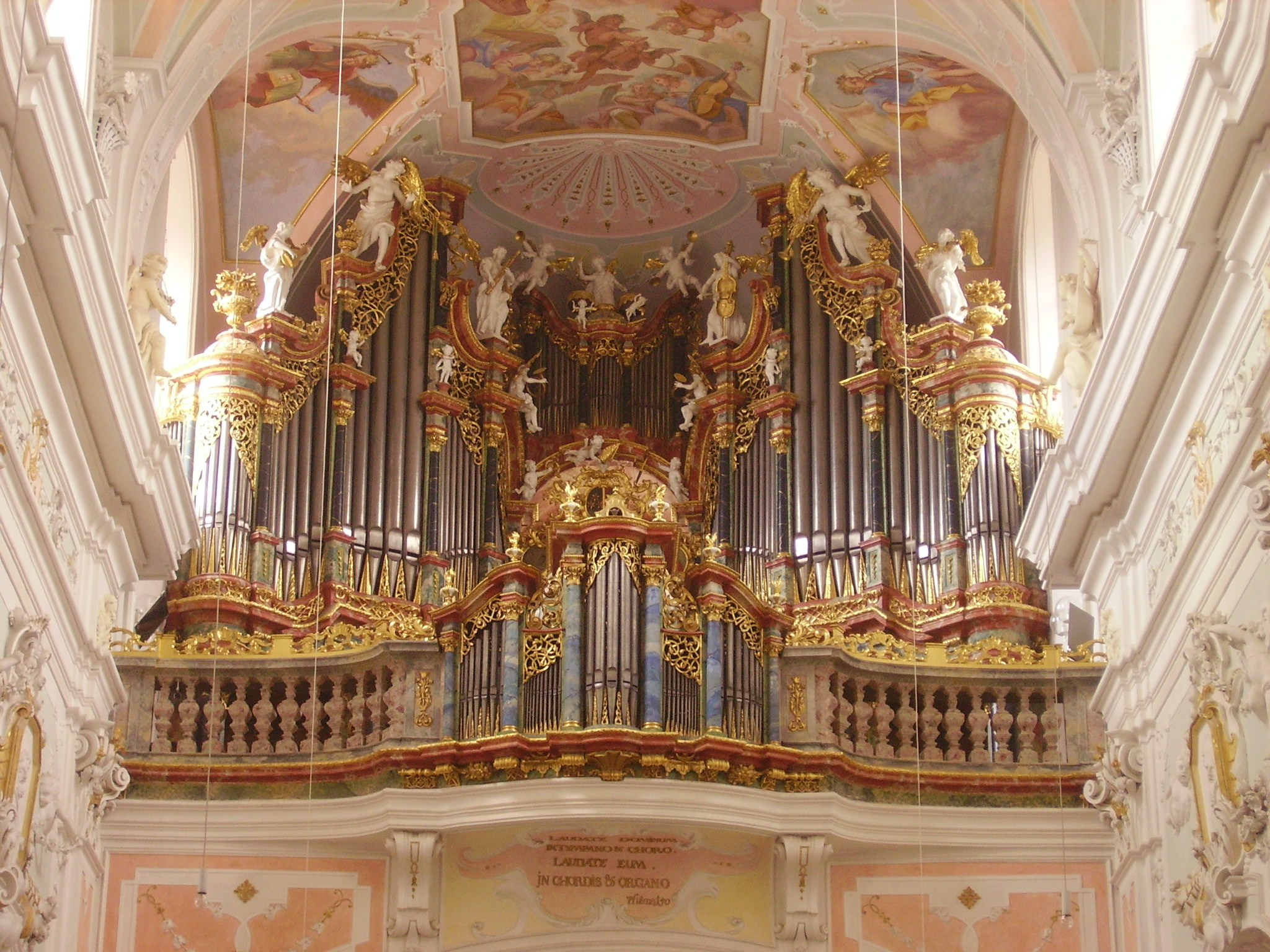
Organy
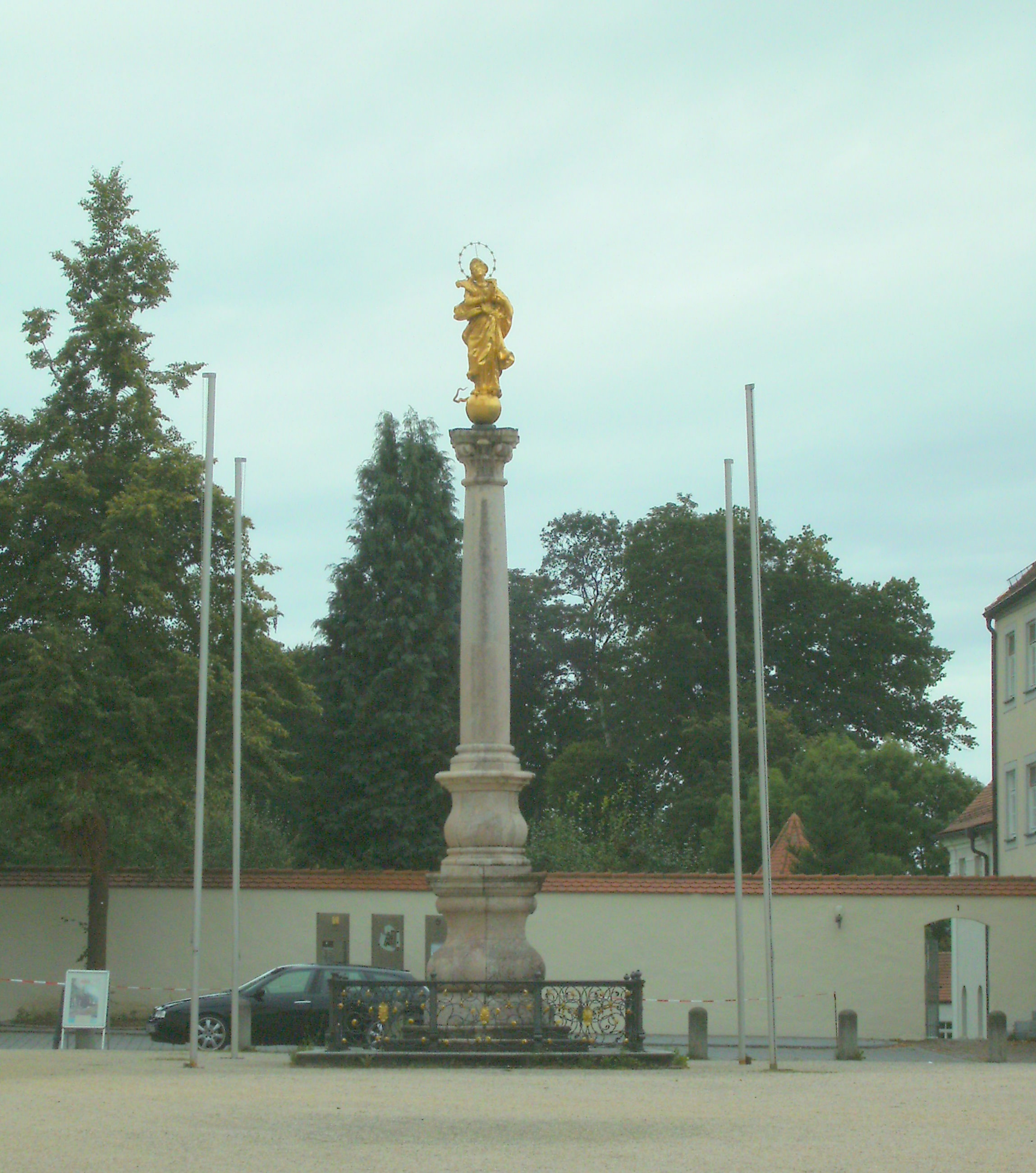
Kolumna Matki Bożej